# Lambersart
Lambersart je severozahodno predmestje Lilla in občina v severnem francoskem departmaju Nord regije Nord-Pas-de-Calais. Leta 1999 je naselje imelo 28.131 prebivalcev.

## Geografija
Kraj leži na severozahodu Lilla ob reki Deûle.

## Administracija
Občina Lambersart je sestavni del kantona Lille-Zahod, vključenega v okrožje Lille.

## Pobratena mesta
- Kaniv (Ukrajina),
- Southborough (Anglija, Združeno kraljestvo),
- Viersen (Nemčija).